# 奧爾蒂斯角

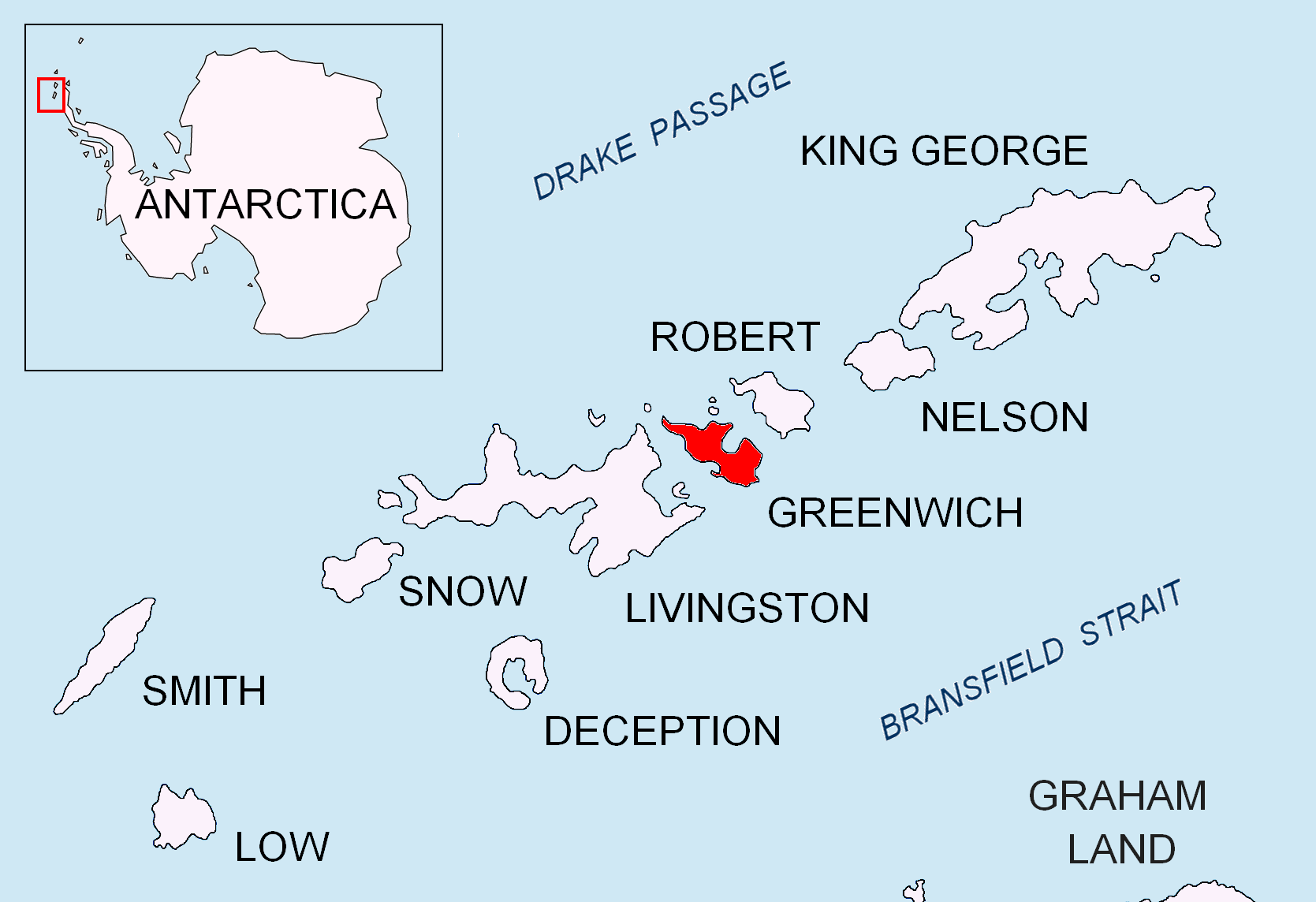

奧爾蒂斯角是南極洲的海岬，位於南設得蘭群島中格林尼治島的發現號灣西北部，處於斯帕克角西南面3.7公里、塞拉諾角西南面2.17公里、阿什角西南面5.35公里、拉貝角西北面3公里和里克爾梅角西北面2.15公里。

## 外部連結
- SCAR Composite Antarctic Gazetteer（页面存档备份，存于）.